# Cormodesmus hirsutellus
Cormodesmus hirsutellus är en mångfotingart som beskrevs av Chamberlin 1923. Cormodesmus hirsutellus ingår i släktet Cormodesmus och familjen Chelodesmidae. Inga underarter finns listade i Catalogue of Life.